# Стэплтон, Крис
Крис Стэплтон (англ. Chris Stapleton, Christopher Alvin "Chris" Stapleton, род. 15 апреля 1978) —
американский кантри-певец и автор-исполнитель.
Автор 6 песен ставших № 1 в кантри-чарте, включая такие как «Never Wanted Nothing More» (5 недель на № 1, Кенни Чесни), «Love's Gonna Make It Alright» (Джордж Стрейт) и «Come Back Song» (Darius Rucker). Автор более 150 песен для таких исполнителей как Adele, Люк Брайан, Тим Макгро, Брэд Пейсли и Диркс Бентли. Соавтор таких известных музыкантов как Винс Гилл, Peter Frampton и Шерил Кроу.
В 2015 году Стэплтон выпустил свой дебютный студийный альбом Traveller. Он достиг № 1 в Billboard 200. Стэплтон выиграл в 2015 году Country Music Association Award в категориях Певец года (Best Male Vocalist), Лучший новый исполнитель года (New Artist of the Year) и Альбом года (Album of the Year for). 7 декабря 2015 года он получил 4 номинации на премию "Грэмми включая категорию Альбом года, выиграв в итоге 2 премии: «Лучший кантри-альбом» и «Лучшее сольное кантри-исполнение». В 2018 году победил во всех трёх категориях, в которых номинировался: «Лучший кантри-альбом», «Лучшее сольное кантри-исполнение» и «Лучшая кантри-песня».

## Биография
Родился 15 апреля 1978 года в г. Лексингтон (штат Кентукки, США) в семье шахтёров.
Его мать работала в местном департаменте здравоохранения, а отец был шахтером. У него есть старший брат и младшая сестра.
В 2001 году Крис переехал в Нашвилл для продолжения музыкальной карьеры.

### The SteelDrivers
С 2008 по 2010 годы Стэплтон был ведущим вокалистом и гитаристом блюграсс-группы The SteelDrivers. В 2009 году The SteelDrivers выиграли International Bluegrass Music Association Award в категории «Emerging Artist of the Year». В 2010 году группа The SteelDrivers была номинирована на 3 премии Grammy Awards, включая Best Country Performance by a Duo or Group with Vocal за песни «Blue Side of the Mountain» и «Where Rainbows Never Die», и Best Bluegrass Album за Reckless.
Стэплтон покинул группу SteelDrivers в апреле 2010 года.
Стэплтон стал одним из самых востребованных авторов песен в индустрии. Он стал соавтором шести хитов № 1 в кантри-чартах, включая песни Кенни Чесни «Never Wanted Nothing More», Джоша Тёрнера «Your Man», Томаса Ретта «Crash and Burn», Джорджа Стрейта «Love’s Gonna Make It Alright», Люка Брайана «Drink a Beer» и Дариуса Ракера «Comeback Song». Стэплтон написал или стал соавтором более 200 песен для длинного списка исполнителей, включая Тима Макгро, Шерил Кроу, Эда Ширана, Адель, Блейка Шелтона, Джастина Тимберлейка, Бруно Марса, Миранду Ламберт и других.

## Сольные работы
5 мая 2015 года вышел дебютный сольный альбом Traveller. Запись проходила в студии RCA Studio A в Нашвилле, продюсер Дэйв Кобб.
Стэплтон получил три награды на церемонии 2015 Country Music Association Awards: Album of the Year, Male Vocalist of the Year и New Artist of the Year. На церемонии CMA Awards, Стэплтон исполнил вместе с Justin Timberlake свои версии песен «Tennessee Whiskey» и «Drink You Away» Тимберлейка. Многие музыкальные публикации, рассматривают главным моментом, определяющим карьеру это выступление вместе со своими победами в ту ночь, что подняло его на уровень общенациональной известности. В декабре 2015 года Стэплтон получил награду 2015 CMT Artists of the Year Breakout во время концертного исполнения на ежегодной церемонии CMT Artists of the Year.
Альбом выиграл Academy of Country Music Award в категории Альбом года (Album of the Year). Став кантри-бестселлером альбомом 2016 года диск был продан тиражом более 2 млн копий в США к июлю 2017 года.
Первый альбом оказался очень успешным и в коммерческом и в творческом плане. Он занял первое место в американском хит-параде, а 7 декабря 2015 года на 58-й церемонии «Грэмми» получил 4 номинации, включая категорию Альбом года, выиграв в итоге 2 премии: «Лучший кантри-альбом» и «Лучшее сольное кантри-исполнение»..
Стэплтон стал соавтором трёх песен из нового студийного альбома Джастина Тимберлейка Man of the Woods (2018), включая их совместный трек «Say Something», который достиг лучшей десятки американского хит-парада Billboard Hot 100. 27 января 2018 года Стэплтон во второй раз стал музыкальным гостем ночного шоу Saturday Night Live, где исполнил песню со своего альбома From a Room: Volume 2 вместе с Sturgill Simpson. В марте «Broken Halos» (из альбома From A Room: Volume 1) достиг вершины кантри-чарта Country Airplay. Стэплтон записал кавер песни «I Want Love» для альбома Restoration: Reimagining the Songs of Elton John and Bernie Taupin.
12 февраля 2023 года на Супербоул LVII Стэплтон исполнил Национальный гимн США на стадионе State Farm в Глендейле, Аризона, в то время как текст песни был переведён на американский язык жестов оскароносным актером Троем Коцуром. Его выступление получило широкое признание и похвалу критиков, в частности, он довёл главного тренера «Филадельфия Иглз» Ника Сирианни до слёз, которые были показаны по телевидению в национальном масштабе и стали предметом множества интернет-мемов.

## Личная жизнь
Стэплтон женат на музыканте Morgane Stapleton (в девичестве Hayes). Она записывалась на Arista Nashville. Пара познакомилась во время работы авторами песен в издательстве в Нэшвилле в 2003 году. Они связали себя узами брака в октябре 2007 года и имеют общего сына Уэйлона, 13 лет, дочь Аду, сыновей-близнецов Мэйкона и Сэмюэля и ещё одного сына, который родился в 2019 году и имя которого пока не разглашается. Они живут в Нашвилле.

## Оборудование
На музыкальной выставке NAMM 2019 компания Fender представила публике новый ламповый комбоусилитель Fender ‘62 Princeton Chris Stapleton Edition, спроектированный совместно с Крисом Стэплтоном.

## Награды и номинации
- 2006: ASCAP Country Music Award — «Your Man» by Chris DuBois, Chris Stapleton[49]
- 2007: ASCAP Award — «Swing» by Frank Rogers, Chris Stapleton[50]
- 2008: ASCAP Award, Most Performed Songs — «Never Wanted Nothing More» by Chris Stapleton, Ronnie Bowman[51]
- 2009: ASCAP Award, Most Performed Songs — «Another You» by Chris Stapleton, Jeremy Spillman[52]
- 2010: ASCAP Award, Most Performed Songs — «Keep On Lovin' You» by Chris Stapleton, Trent Willmon[53]
- 2011: ASCAP Award, Most Performed Songs — «Come Back Song[англ.]» by Darius Rucker, Chris Stapleton; recorded by Darius Rucker[54]
- 2012: ASCAP Award, Most Performed Songs — «Love's Gonna Make It Alright» by Chris Stapleton, recorded by George Strait[55]

### ACM Awards
| Год  | Номинируемая работа     | Категория                                | Результат | Ссылки |
| ---- | ----------------------- | ---------------------------------------- | --------- | ------ |
| 2016 | Traveller               | Album of the Year                        | Победа    | [ 56 ] |
| 2016 | «Nobody to Blame»       | Song of the Year                         | Победа    | [ 56 ] |
| 2016 | Chris Stapleton         | Songwriter of the Year                   | Победа    | [ 56 ] |
| 2016 | Chris Stapleton         | New Male Vocalist of the Year            | Победа    | [ 56 ] |
| 2016 | Chris Stapleton         | Male Vocalist of the Year                | Победа    | [ 56 ] |
| 2016 | Vocal Event of the Year | «Hangover Tonight» (вместе с Gary Allan) | Номинация | [ 56 ] |

### Americana Music Honors & Awards
| Год  | Номинируемая работа | Категория          | Результат | Ссылки |
| ---- | ------------------- | ------------------ | --------- | ------ |
| 2016 | Chris Stapleton     | Artist of the Year | Победа    | [ 57 ] |
| 2016 | Traveller           | Album of the Year  | Номинация | [ 57 ] |

### American Country Countdown Awards
| Год  | Номинируемая работа | Категория         | Результат | Ссылки |
| ---- | ------------------- | ----------------- | --------- | ------ |
| 2016 | Traveller           | Top Country Album | Победа    | [ 58 ] |

### BillboardMusic Awards
| Год  | Номинируемая работа | Категория          | Результат | Ссылки |
| ---- | ------------------- | ------------------ | --------- | ------ |
| 2016 | Chris Stapleton     | Top Country Artist | Номинация | [ 59 ] |
| 2016 | Traveller           | Top Country Album  | Победа    | [ 59 ] |

### British Country Music Association Awards
| Год  | Номинируемая работа | Категория                       | Результат | Ссылки |
| ---- | ------------------- | ------------------------------- | --------- | ------ |
| 2016 | Traveller           | International Album of the Year | Победа    | [ 60 ] |
| 2016 | «Tennessee Whiskey» | International Song of the Year  | Победа    | [ 60 ] |

### CMA Awards
| Год  | Номинируемая работа | Категория                 | Результат | Ссылки |
| ---- | ------------------- | ------------------------- | --------- | ------ |
| 2015 | Traveller           | Album of the Year         | Победа    | [ 8 ]  |
| 2015 | Chris Stapleton     | New Artist of the Year    | Победа    | [ 8 ]  |
| 2015 | Chris Stapleton     | Male Vocalist of the Year | Победа    | [ 8 ]  |

### CMT Awards
| Год  | Номинируемая работа                              | Категория                      | Результат | Ссылки |
| ---- | ------------------------------------------------ | ------------------------------ | --------- | ------ |
| 2016 | «Fire Away»                                      | Video of the Year              | Номинация | [ 61 ] |
| 2016 | «Fire Away»                                      | Breakthrough Video of the Year | Победа    | [ 61 ] |
| 2016 | «Nobody To Blame» (From CMT Artists of the Year) | CMT Performance of the Year    | Номинация | [ 61 ] |

### Grammy Awards
| Награда       | Год  | Работа                                                         | Категория                                  | Результат | Ссылка        |
| ------------- | ---- | -------------------------------------------------------------- | ------------------------------------------ | --------- | ------------- |
| Grammy Awards | 2009 | «Blue Side of the Mountain» (как член группы The SteelDrivers) | Best Country Performance by a Duo or Group | Номинация |               |
| Grammy Awards | 2011 | Reckless (как член группы The SteelDrivers)                    | Best Bluegrass Album                       | Номинация |               |
| Grammy Awards | 2011 | «Where Rainbows Never Die» (как член группы The SteelDrivers)  | Best Country Performance by a Duo or Group | Номинация |               |
| Grammy Awards | 2016 | Traveller                                                      | Лучший альбом года                         | Номинация | [ 62 ] [ 35 ] |
| Grammy Awards | 2016 | Traveller                                                      | Лучший кантри-альбом                       | Победа    | [ 62 ] [ 35 ] |
| Grammy Awards | 2016 | «Traveller»                                                    | Лучшее поп-исполнение дуэтом или группой   | Победа    | [ 62 ] [ 35 ] |
| Grammy Awards | 2016 | «Traveller»                                                    | Лучшая кантри-песня                        | Номинация | [ 62 ] [ 35 ] |
| Grammy Awards | 2018 | From A Room: Volume 1                                          | Лучший кантри-альбом                       | Победа    | [ 63 ] [ 10 ] |
| Grammy Awards | 2018 | «Either Way»                                                   | Лучшее сольное кантри-исполнение           | Победа    | [ 63 ] [ 10 ] |
| Grammy Awards | 2018 | «Broken Halos»                                                 | Лучшая кантри-песня                        | Победа    | [ 63 ] [ 10 ] |
| Grammy Awards | 2019 | «Say Something» (с Justin Timberlake)                          | Лучшее поп-исполнение дуэтом или группой   | Номинация | [ 64 ]        |
| Grammy Awards | 2019 | From A Room: Volume 2                                          | Лучший кантри-альбом                       | Номинация | [ 64 ]        |
| Grammy Awards | 2019 | «Millionaire»                                                  | Лучшее сольное кантри-исполнение           | Номинация | [ 64 ]        |
| Grammy Awards | 2022 | «You Should Probably Leave»                                    | Лучшее сольное кантри-исполнение           | Победа    | [ 65 ]        |
| Grammy Awards | 2022 | «Cold»                                                         | Лучшая кантри-песня                        | Победа    | [ 65 ]        |
| Grammy Awards | 2022 | Starting Over                                                  | Лучший кантри-альбом                       | Победа    | [ 65 ]        |
| Grammy Awards | 2023 | «I’ll Love You Till The Day I Die»                             | Лучшая кантри-песня                        | Номинация | [ 66 ]        |
| Grammy Awards | 2024 | «White Horse»                                                  | Лучшая кантри-песня                        | Победа    | [ 66 ]        |
| Grammy Awards | 2024 | «White Horse»                                                  | Лучшее сольное кантри-исполнение           | Победа    | [ 66 ]        |
| Grammy Awards | 2024 | «We Don’t Fight Anymore» (с Carly Pearce)                      | Лучшее поп-исполнение дуэтом или группой   | Номинация | [ 66 ]        |
| Grammy Awards | 2025 | «It Takes a Woman»                                             | Лучшее сольное кантри-исполнение           | Победа    |               |
| Grammy Awards | 2025 | Higher                                                         | Лучший кантри-альбом                       | Номинация |               |

## Дискография
- Traveller (2015)
- From A Room: Volume 1 (2017)
- From A Room: Volume 2 (2017)
- Starting Over (2020)
- Higher (2023)